# المرأة في مالطا
يُقصدُ بالمرأة في مالطا إلى الوضع الاجتماعي للمرأة في المجتمع المالطي في سياق مختلف من التاريخ المالطي بينَ الماضي والحاضر.

## التعليم
ظلّت الكنيسة الكاثوليكية في مالطا راكدة وغير متحمّسة لدور المرأة في المجتمع حتى أواخر القرن 20. قبلَ ذلك كانَ دورُ المرأة يقتصرُ فقط على الزواج والاعتناء بالمنزل طوال حياتهنّ.

## الحقّ في الاقتراع
حصلت النّساء في مالطا على الحق في الاقتراع عام 1947 لكنّ الجدل ظلّ قائمًا بين مؤيد ومعارض لهذه الفكرة مدة خمسة عشر سنة. بعدَ ذلك؛ تفتحت الطرق أمامَ السيدة المالطيّة وصار بإمكانها المُشاركة في الحياة السياسيّة وخوض الانتخابات العامة. في الواقع شهدت انتخابات عام 1998 ترشح 24 امرأة وحصلنَ مجتمعات على ما نسبتهُ 25% من معدل الأصوات على عكسِ انتخابات عام 1947 والتي شهدت مشاركة سيدتين فقط أمّا انتخاب عام 1955 فقد شهدت هي الأخرى مشاركة عددٍ من النساء ولو أنّ نسبة التصويت عليهنّ لم تتجاوز الـ 14.3 في المئة حيثُ انتخبت سيدّة واحدة فقط من أصلِ سبعة. ارتفعت هذه النسبة في انتخابات عام 1976 لتبلغَ 42.3 في المئة من مجموع أصوات الناخبين وذلكَ بعد نجاحِ ثلاثة من أصل سبعة مرشحات وهنّ أغاثا بربارا وإيفلين بوناسي إلى جانبِ آن أغيوس فيرانتي التي حصلت على مقعد في أعقاب الانتخابات التكميليّة.

## قوانين الزواج
بحلول عام 2015؛ انتقدت الحكومة المالطيّة منظمة المساواة الآن وذلك بعدَ رغبة هذه الأخيرة في تعديل القانونِ (المادة 199 والمادة 200 من قانون العقوبات المالطي) الذي ينصّ على معاقبة الرجل في حالة اختطافِه لسيّدة بغرضِ الزواج حتى ولو كانت تلكَ السيّدة موافقة على ما فعله.